# Leichtathletik-Weltmeisterschaften 2011/Teilnehmer (Puerto Rico)
| Gelbes Symbol für Goldmedaillen mit stilisierten Olympischen Ringen | Graues Symbol für Silbermedaillen mit stilisierten Olympischen Ringen | Braundes Symbol für Bronzemedaillen mit stilisierten Olympischen Ringen |
| ------------------------------------------------------------------- | --------------------------------------------------------------------- | ----------------------------------------------------------------------- |
| —                                                                   | 1                                                                     | —                                                                       |

Der puerto-ricanische Leichtathletik-Verband stellte bei den Leichtathletik-Weltmeisterschaften 2011 im koreanischen Daegu acht Teilnehmer.

## Ergebnisse

### Männer

#### Laufdisziplinen
| Athlet                                                     | Disziplin    | Vorlauf    | Vorlauf | Halbfinale    | Halbfinale    | Finale        | Finale        |
| Athlet                                                     | Disziplin    | Zeit       | Platz   | Zeit          | Platz         | Zeit          | Platz         |
| ---------------------------------------------------------- | ------------ | ---------- | ------- | ------------- | ------------- | ------------- | ------------- |
| Héctor Cotto                                               | 110 m Hürden | 13,60 s    | 20      | ausgeschieden | ausgeschieden | ausgeschieden | ausgeschieden |
| Javier Culson                                              | 400 m Hürden | 48,95 s    | 9       | 48,52 s       | 1             | 48,44 s       | Silber        |
| Jamele Mason                                               | 400 m Hürden | 49,98 s    | 25      | ausgeschieden | ausgeschieden | ausgeschieden | ausgeschieden |
| Marcos Amalbert Carlos Rodríguez Sean Holston Miguel López | 4 × 100 m    | 39,04 s NR | 14      |               |               | ausgeschieden | ausgeschieden |

### Frauen

#### Laufdisziplinen
| Athletin      | Disziplin        | Vorlauf     | Vorlauf | Halbfinale | Halbfinale | Finale        | Finale        |
| Athletin      | Disziplin        | Zeit        | Platz   | Zeit       | Platz      | Zeit          | Platz         |
| ------------- | ---------------- | ----------- | ------- | ---------- | ---------- | ------------- | ------------- |
| Beverly Ramos | 3000 m Hindernis | 9:45,50 min | 17      |            |            | ausgeschieden | ausgeschieden |